# ありあけ (製菓業)
株式会社ありあけは、神奈川県横浜市中区に本社を置く日本の製菓業者。主力商品「ハーバー」の製造販売で知られる。

## 概要
有明製菓は、1936年（昭和11年）、新潟県出身の菓子職人・竹田文祐が、横浜で創業した。社長が開発・製造を担当、夫人が横浜の財界人の会合や婦人会などに盛んに足を運んでは、法人受注を取ってくるという二人三脚体制で会社は成長、のちに株式会社化を果たす。1954年（昭和29年）に洋菓子「ロマン」（1966年（昭和41年）に「ありあけのハーバー」に改名）を販売開始。餡を使った洋風の菓子という異国情緒のある独特の商品として横浜らしい土産物とされていた。1980年代にはテレビコマーシャルを展開し「崎陽軒のシウマイ」と並ぶ横浜を代表する商品として広く全国的に知名度を高めた。最盛期には、450人もの社員を抱えた、神奈川県下で最大の製菓会社として成長するが、1985年（昭和60年）、初代社長・竹田文祐が死去（享年74）。息子の竹田弘が二代目社長を引き継ぐ。
二代目社長は、バブル景気のさなかにテナントビル事業や市街一等地への直営店の設置などの過剰投資に走り、本業の業務停滞を招く。結果、これまでの郊外中心のフランチャイズチェーンの拡大により販路を広げてきた先代の方針を転換し、神奈川・東京・千葉都県内等の首都圏の駅ビルに大規模な直営店を次々と出店し増収を計るが、テナントビル事業で銀行借り入れが急増。1999年（平成11年）6月、（先代）有明製菓倒産。倒産発表当日は二代目社長は雲隠れ、130人の本社社員は、当日朝に出勤して会社廃業を知る。負債総額はグループ会社を含めて約70億円。社員は同年6月末日付で全員解雇、三つの工場と100以上の直営店はすべて閉鎖・売却、8月に自己破産を申請。創業80年を誇る名門老舗は解散、「ありあけのハーバー」も一旦市場から姿を消した。
その後、有明製菓の元役員から相談を受けた、菓子の卸売りを手がけるプレシアの会長だった藤木久三が「ありあけのハーバー」の商標権を取得し、横浜市緑区に「有限会社有明製菓」を設立。2000年（平成12年）10月に有限会社と元従業員らが「ハーバー復活実行委員会」を結成。2001年（平成13年）4月26日に「ありあけのハーバー」を復活販売した。
2006年（平成18年）に菓子製造の「株式会社ありあけ」を設立し、2007年（平成19年）に「有限会社有明製菓」を合併、プレシアとは関連会社の関係となる。2016年（平成28年）に藤木がプレシア改めプレシアホールディングスの株式をエア・ウォーターに売却したが、ありあけの株式は売却対象に含めておらず、ありあけの事業継続に影響は生じていない。

## 沿革
旧：有明製菓
- 1936年（昭和11年）- 竹田文祐が横浜市鶴見区に和菓子店として創業。
- 1954年（昭和29年）- 洋菓子「ロマン」製造開始。
- 1966年（昭和41年）- 洋菓子「ロマン」を「ありあけのハーバー」に改名。
- 1999年（平成11年）6月 - 倒産。

新：有明製菓→ありあけ
- 2000年（平成12年） - プレシアの出資により、横浜市緑区に有限会社有明製菓を設立。「ハーバー復活実行委員会」を立ち上げる。
- 2001年（平成13年）4月26日 - 横濱銘菓「ありあけのハーバー」製造復活、販売開始。
- 2006年（平成18年）
  - 3月 - 本社を中区日本大通に移転。
  - 6月 - 株式会社ありあけ設立。
- 2007年（平成19年）2月 - 株式会社ありあけと有限会社有明製菓を合併。
- 2011年（平成23年）4月 - 本社を港北区新横浜に移転。
- 2014年（平成26年）3月 - プレシア傘下の株式会社エフ・エス・エスを吸収合併。
- 2017年（平成29年）5月 - 本社を中区尾上町に移転。
- 2018年（平成30年）5月 - 本社を中区山下町に移転。
- 2024年（令和6年） - 旗艦店「ハーバーズムーン本店」リニューアルオープン[4]。

## 所在地
本社
- 神奈川県横浜市中区山下町26-1

関内オフィス
- 神奈川県横浜市中区尾上町4-57

湘南工場
- 神奈川県藤沢市菖蒲沢39番地

ありあけ本館ハーバーズムーン本店
- 神奈川県横浜市中区日本大通36

レ・ザンジュ鎌倉本店
- 神奈川県鎌倉市御成町13-35

## 商品
- 横濱ハーバー ダブルマロン
- 黒船ハーバー ショコラクルミ
- ミルクハーバー モンブラン
- 横濱ベイブリッジサブレ
- 横濱スフレどら
- 横濱ムーンガレット キャラメルウォールナッツ

## 提供番組
- 由紀さおり 笑顔のなかで（TBSラジオ）
- 垣花正 あなたとハッピー!「横浜市presents ようこそ横浜」（ニッポン放送）
- ココホリケンケン（テレビ神奈川）